# Peter Pišťanek
Peter Pišťanek (Devínska Nová Ves, 28 de abril de 1960 – Bratislava, 22 de marzo de 2015) fue un escritor eslovaco.
Su primera novela, Rivers of Babylon (1991), fue publicada en 1991. Es célebre por su trilogía Rácz, que trata sobre un gángster que emerge el otoño de 1989 a finales de la era comunista.
Se suicidó el 22 de marzo de 2015.

## Obras
Ha publicado diferentes libros entre los que destaca:
- Rivers of Babylon (1991)
- Mladý Dônč (1993)
- Rivers of Babylon 2 alebo Drevená dedina (1994)
- Skazky o Vladovi pre veľkých a malých (1995)
- Nové skazky o Vladovi pre malých i veľkých (1998)
- Sekerou a nožom (escrito con Dušan Taragel, 1999)
- Rivers of Babylon 3 alebo Fredyho koniec (1999)
- Posledné skazky o Vladovi (2002)
- Recepty z rodinného archívu (2003)
- Traktoristi a buzeranti (2003)
- Živý oheň z vína (2006)